# Helmut Schultz (Musikwissenschaftler)
Helmut Schultz (* 2. November 1904 in Frankfurt am Main; † 13. April 1945 in Waldenburg) war ein deutscher Musikwissenschaftler an der Universität Leipzig.

## Leben
Sohn des Reichsgerichtsrats Reinhold Schultz, studierte er 1923 bis 1927 Musikwissenschaft, Philosophie und Philologie an der Universität Leipzig. 1930 erfolgte die Promotion zum Dr. phil. in Musikwissenschaft über Johann Vesque von Püttlingen (1803–1883), 1932 die Habilitation für Musikwissenschaft über Das Madrigal als Formideal. Eine stilkundliche Untersuchung mit Belegen aus dem Schaffen des Andrea Gabrieli (3 Madrigale Andrea Gabrielis im Anhang). 1928–1932 war er Assistent, 1932 bis 1933 Privatdozent, 1933 bis 1945 als Nachfolger von Theodor Kroyer pl.ao. Professor für Musikwissenschaft an der Universität Leipzig und Direktor des Musikinstrumentenmuseums sowie Direktor des Musikwissenschaftlichen Instituts und des Sächsischen Forschungsinstituts für Musikwissenschaft. Ab 1940 war er stellvertretender Vorsitzender des Prüfungsamtes für Musik. 1943 wurde er plötzlich eingezogen und ist zu Ende des Krieges 1945 gefallen.
Wie viele seiner Kollegen, unterzeichnete er im November 1933 das Bekenntnis der Professoren an den deutschen Universitäten und Hochschulen zu Adolf Hitler. Schultz war jedoch nicht Mitglied der NSDAP. Zur Zeit der Musikwissenschaftliche Tagung 1938 bildete Schultz im Musikwissenschaftlichen Institut den Gegenpol zu den Parteigenossen.

## Wissenschaftliche Aktivitäten
Seine vielfältigen Forschungsinteressen galten vornehmlich der Instrumentenkunde und der Musikgeschichte des 16. bis 18. Jahrhunderts. Er leistete umfangreiche editorische Arbeiten, darunter seit 1929 als Leiter der Haydn-Gesamtausgabe. Zu erwähnen sind Arbeiten zur Propagierung der Tätigkeit des Musikinstrumentenmuseums sowie musikpraktische Tätigkeiten wie die Gründung der studentischen Collegia instrumentale und vocale, zu deren Erfolgen Aufführungen von Werken des 18. Jahrhunderts gehören.

## Publikationen (Auswahl)
- Die Karl-Straube-Orgel des Musikwissenschaftlichen Instituts und Instrumenten-Museums der Universität Leipzig, Leipzig 1930.
- Instrumentenkunde, Leipzig 1931.
- Ludwig van Beethoven. Sein Leben in Bildern, Leipzig 1936.
- Giuseppe Verdi. Sein Leben in Bildern, Leipzig 1938.